# Cloyes-les-Trois-Rivières
Cloyes-les-Trois-Rivières est, depuis le 1er janvier 2017, une commune nouvelle française située dans le département d'Eure-et-Loir en région Centre-Val de Loire. Elle résulte de la fusion de neuf anciennes communes : Autheuil, Charray, Cloyes-sur-le-Loir, Douy, La Ferté-Villeneuil, Le Mée, Montigny-le-Gannelon, Romilly-sur-Aigre et Saint-Hilaire-sur-Yerre.

## Géographie

### Climat
Pour des articles plus généraux, voir Climat du Centre-Val de Loire et Climat d'Eure-et-Loir.
En 2010, le climat de la commune est de type climat océanique dégradé des plaines du Centre et du Nord, selon une étude du CNRS s'appuyant sur une série de données couvrant la période 1971-2000. En 2020, Météo-France publie une typologie des climats de la France métropolitaine dans laquelle la commune est exposée à un climat océanique altéré et est dans la région climatique Moyenne vallée de la Loire, caractérisée par une bonne insolation (1 850 h/an) et un été peu pluvieux.
Pour la période 1971-2000, la température annuelle moyenne est de 11 °C, avec une amplitude thermique annuelle de 14,6 °C. Le cumul annuel moyen de précipitations est de 674 mm, avec 11,3 jours de précipitations en janvier et 7,2 jours en juillet. Pour la période 1991-2020, la température moyenne annuelle observée sur la station météorologique de Météo-France la plus proche, « Châteaudun », sur la commune de Jallans à 13 km à vol d'oiseau, est de 11,5 °C et le cumul annuel moyen de précipitations est de 603,3 mm,. Pour l'avenir, les paramètres climatiques de la commune estimés pour 2050 selon différents scénarios d'émission de gaz à effet de serre sont consultables sur un site dédié publié par Météo-France en novembre 2022.

## Urbanisme

### Typologie
Au 1er janvier 2024, Cloyes-les-Trois-Rivières est catégorisée commune rurale à habitat dispersé, selon la nouvelle grille communale de densité à 7 niveaux définie par l'Insee en 2022.
Elle appartient à l'unité urbaine de Cloyes-les-Trois-Rivières, une unité urbaine monocommunale constituant une ville isolée,. Par ailleurs la commune fait partie de l'aire d'attraction de Châteaudun, dont elle est une commune de la couronne,. Cette aire, qui regroupe 25 communes, est catégorisée dans les aires de moins de 50 000 habitants,.

### Risques majeurs
Le territoire de la commune de Cloyes-les-Trois-Rivières est vulnérable à différents aléas naturels : météorologiques (tempête, orage, neige, grand froid, canicule ou sécheresse), inondations, mouvements de terrains et séisme (sismicité très faible). Il est également exposé à un risque technologique,  le transport de matières dangereuses. Un site publié par le BRGM permet d'évaluer simplement et rapidement les risques d'un bien localisé soit par son adresse soit par le numéro de sa parcelle.

#### Risques naturels
Certaines parties du territoire communal sont susceptibles d’être affectées par le risque d’inondation par débordement de cours d'eau, notamment le Loir, l'Egvonne, le Torrent, l'Aigre et l'Yerre. La commune a été reconnue en état de catastrophe naturelle au titre des dommages causés par les inondations et coulées de boue survenues en 1995, 1999 et 2013,.

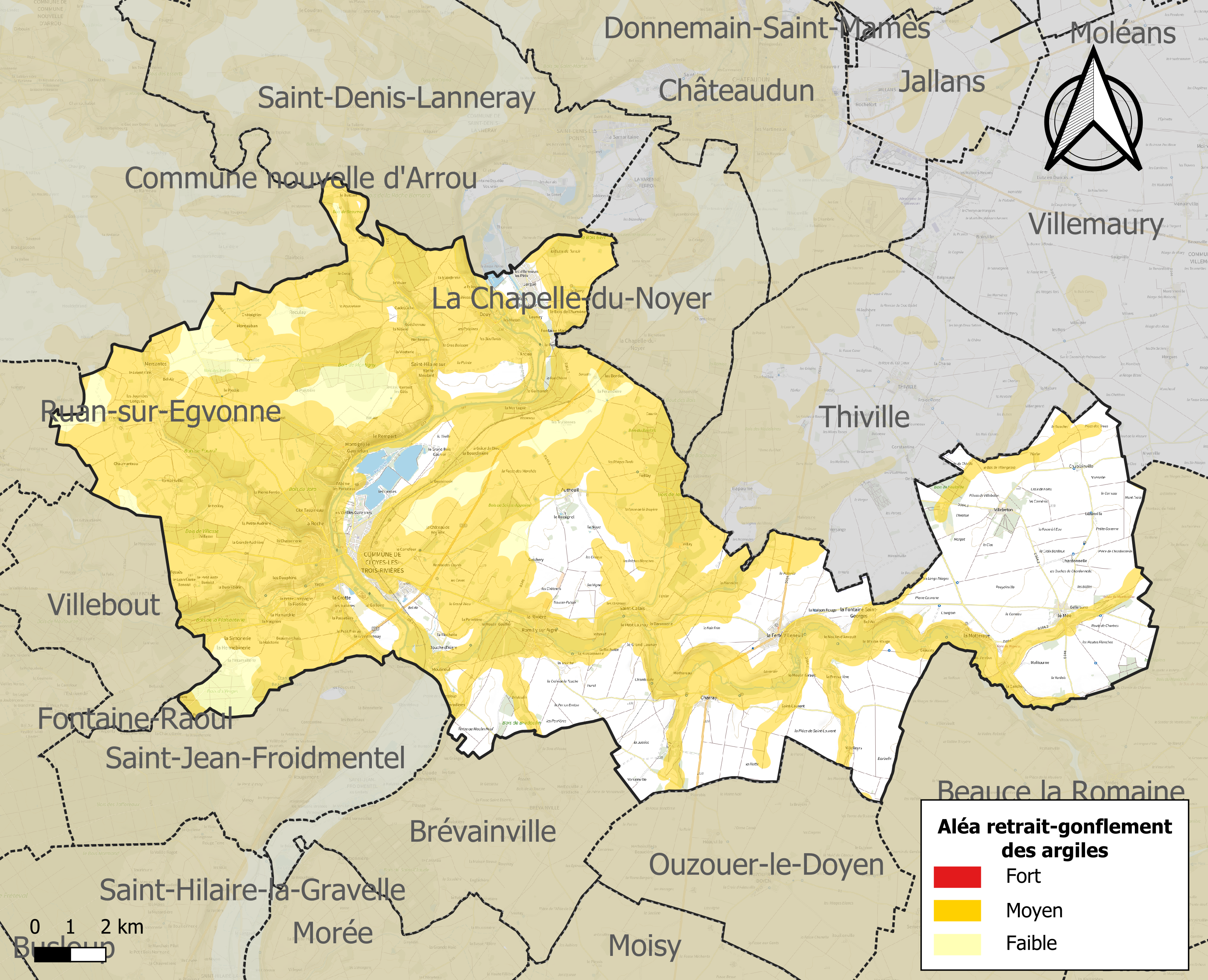
Carte des zones d'aléa retrait-gonflement des sols argileux de Cloyes-les-Trois-Rivières.

Les mouvements de terrains susceptibles de se produire sur la commune sont des mouvements de sols liés à la présence d'argile, des affaissements et effondrements liés aux cavités souterraines (hors mines) et des effondrements généralisés. L'inventaire national des cavités souterraines permet de localiser celles situées sur la commune.
Le retrait-gonflement des sols argileux est susceptible d'engendrer des dommages importants aux bâtiments en cas d’alternance de périodes de sécheresse et de pluie. 62,5 % de la superficie communale est en aléa moyen ou fort (52,8 % au niveau départemental et 48,5 % au niveau national). Sur les 3 202 bâtiments dénombrés sur la commune en 2019, 2395 sont en aléa moyen ou fort, soit 75 %, à comparer aux 70 % au niveau départemental et 54 % au niveau national. Une cartographie de l'exposition du territoire national au retrait gonflement des sols argileux est disponible sur le site du BRGM,.
Concernant les mouvements de terrains, la commune a été reconnue en état de catastrophe naturelle au titre des dommages causés par la sécheresse en 1989, 2009, 2018 et 2020 et par des mouvements de terrain en 1999, 2001 et 2013.

#### Risques technologiques
Le risque de transport de matières dangereuses sur la commune est lié à sa traversée par des infrastructures routières ou ferroviaires importantes ou la présence d'une canalisation de transport d'hydrocarbures. Un accident se produisant sur de telles infrastructures est en effet susceptible d’avoir des effets graves au bâti ou aux personnes jusqu’à 350 m, selon la nature du matériau transporté. Des dispositions d’urbanisme peuvent être préconisées en conséquence.

## Toponymie
Cloyes fait référence à Cloyes-sur-le-Loir, les trois rivières sont le Loir, l'Aigre et l'Yerre.

## Histoire
Le 1er janvier 2017, les communes d'Autheuil, de Charray, Cloyes-sur-le-Loir, Douy, La Ferté-Villeneuil, Le Mée, Montigny-le-Gannelon, Romilly-sur-Aigre et Saint-Hilaire-sur-Yerre fusionnent et deviennent des communes déléguées. Le  chef-lieu de la commune nouvelle se situe à Cloyes-sur-le-Loir.

## Politique et administration

### Liste des maires
| Période          | Période          | Identité         | Étiquette | Qualité                                        |
| ---------------- | ---------------- | ---------------- | --------- | ---------------------------------------------- |
| 20 décembre 2016 | 4 septembre 2017 | Philippe Vigier  | UDI-LC    | Député de la 4e circonscription d'Eure-et-Loir |
| septembre 2017   | mai 2020         | Pascal Lavainne  |           | Employé (secteur privé)                        |
| mai 2020         | En cours         | Didier Renvoisé, | DVC       | Ancien cadre                                   |

### Élections du 15 mars 2020
- Maire sortant : Pascal Lavainne
- 39 sièges à pourvoir au conseil municipal (population légale 2017 : 5 662 habitants)
- 7 sièges à pourvoir au conseil communautaire (communauté de communes du Grand Châteaudun)

|                | Philippe Vigier | DVC            | 1 277 | 100 %  | 39 | 7 |  |  |
|                |                 |                |       |        |    |   |  |  |
| Inscrits       | Inscrits        | Inscrits       | 4 281 | 100,00 |    |   |  |  |
| Abstentions    | Abstentions     | Abstentions    | 2 628 | 61,39  |    |   |  |  |
| Votants        | Votants         | Votants        | 1 653 | 38,61  |    |   |  |  |
| Blancs et nuls | Blancs et nuls  | Blancs et nuls | 376   | 8,78   |    |   |  |  |
| Exprimés       | Exprimés        | Exprimés       | 1 277 | 29,83  |    |   |  |  |

### Communes déléguées
| Nom                        | Code Insee | Intercommunalité      | Superficie (km2) | Population (dernière pop. légale) | Densité (hab./km2) |
| -------------------------- | ---------- | --------------------- | ---------------- | --------------------------------- | ------------------ |
| Cloyes-sur-le-Loir (siège) | 28103      | CC des Trois Rivières | 19,85            | 2 833 (2014)                      | 143                |
| Autheuil                   | 28017      | CC des Trois Rivières | 16,07            | 197 (2014)                        | 12                 |
| Charray                    | 28083      | CC des Trois Rivières | 10,98            | 110 (2014)                        | 10                 |
| Douy                       | 28133      | CC des Trois Rivières | 6,84             | 563 (2014)                        | 82                 |
| La Ferté-Villeneuil        | 28150      | CC des Trois Rivières | 8,41             | 368 (2014)                        | 44                 |
| Le Mée                     | 28241      | CC des Trois Rivières | 19,11            | 264 (2014)                        | 14                 |
| Montigny-le-Gannelon       | 28262      | CC des Trois Rivières | 8,95             | 477 (2014)                        | 53                 |
| Romilly-sur-Aigre          | 28318      | CC des Trois Rivières | 12,14            | 475 (2014)                        | 39                 |
| Saint-Hilaire-sur-Yerre    | 28340      | CC des Trois Rivières | 16,84            | 541 (2014)                        | 32                 |

## Population et société

### Démographie
L'évolution du nombre d'habitants est connue à travers les recensements de la population effectués dans la commune depuis sa création.

En 2022, la commune comptait 5 601 habitants, en évolution de −1,91 % par rapport à 2016 (Eure-et-Loir : −0,23 %, France hors Mayotte : +2,11 %).
| 2015  | 2016  | 2021  | 2022  |
| ----- | ----- | ----- | ----- |
| 5 765 | 5 710 | 5 609 | 5 601 |

## Culture locale et patrimoine
Les informations sont à consulter dans l'article consacré à chacune des anciennes communes.

### Lieux et monuments
En 2023, Cloyes-les-Trois-Rivières compte onze monuments historiques, dont trois sont classés et huit inscrits.

### Personnalités liées à la commune
Les informations sont à consulter dans l'article consacré à chacune des anciennes communes.